# コルム・トビーン
コルム・トビーン（Colm Tóibín, 1955年5月30日 - ）は、アイルランドの作家、ジャーナリスト。

## 来歴
1955年、アイルランド南西部ウェックスフォード県に生まれる。祖父はアイルランド独立運動の活動家。熱心なカトリック信徒として少年時代を過ごした。
ユニバーシティ・カレッジ・ダブリンで歴史と英文学を学び、バルセロナへ渡って英語学校で教える。アルゼンチンなどで暮らしながら、ジャーナリストとしても活動する。
1990年代から小説を発表。小説家ヘンリー・ジェイムズの晩年を描いた『The Master』で国際IMPACダブリン文学賞やロサンゼルス・タイムズ・ノベル・オブ・ザ・イヤーなどを受賞する。同性愛者であることを公にしている。
2017年のフォルカー・シュレンドルフ監督の映画『男と女、モントーク岬で』では、スイスの作家マックス・フリッシュの1975年の小説『マントーク』をベースにした脚本をシュレンドルフ監督とともに執筆している。
2017年11月現在はコロンビア大学で教鞭を執っている。

## 日本語訳
- 『ヒース燃ゆ』 伊藤範子訳、松籟社、1995年
- 『ブルックリン』 栩木伸明訳、白水社、エクス・リブリス、2012年
- 『マリアが語り遺したこと』 栩木伸明訳、新潮社、新潮クレスト・ブックス、2014年
- 『ブラックウォーター灯台船』 伊藤範子訳、松籟社、2017年
- 『ノーラ・ウェブスター』 栩木伸明訳、新潮社、新潮クレスト・ブックス、2017年
- 『エリザベス・ビショップ 悲しみと理性』伊藤範子訳、港の人、2019年
- 『母たちと息子たち アイルランドの光と影を生きる』伊藤範子訳、行路社、2020年
- 『巨匠 ヘンリー・ジェイムズの人と作品』 伊藤範子訳、論創社、2021年
- 『マジシャン トーマス・マンの人と芸術』 伊藤範子訳、論創社、2024年

## 作品
- The South（1990年）
- The Heather Blazing（1992年）『ヒース燃ゆ』
- The Story of the Night（1996年）
- The Blackwater Lightship（1999年）『ブラックウォーター灯台船』
- The Master（2004年）『巨匠 ヘンリー・ジェイムズの人と作品』
- Mothers and Sons（2006年）『母たちと息子たち アイルランドの光と影を生きる』
- Brooklyn（2009年）『ブルックリン』
- The Empty Family（2010年）
- The Testament of Mary（2012年）『マリアが語り遺したこと』
- Nora Webster（2014年）『ノーラ・ウェブスター』
- The Magician（2021年）『マジシャン トーマス・マンの人と芸術』
- Long Island（2024年）